# Bois de Spa

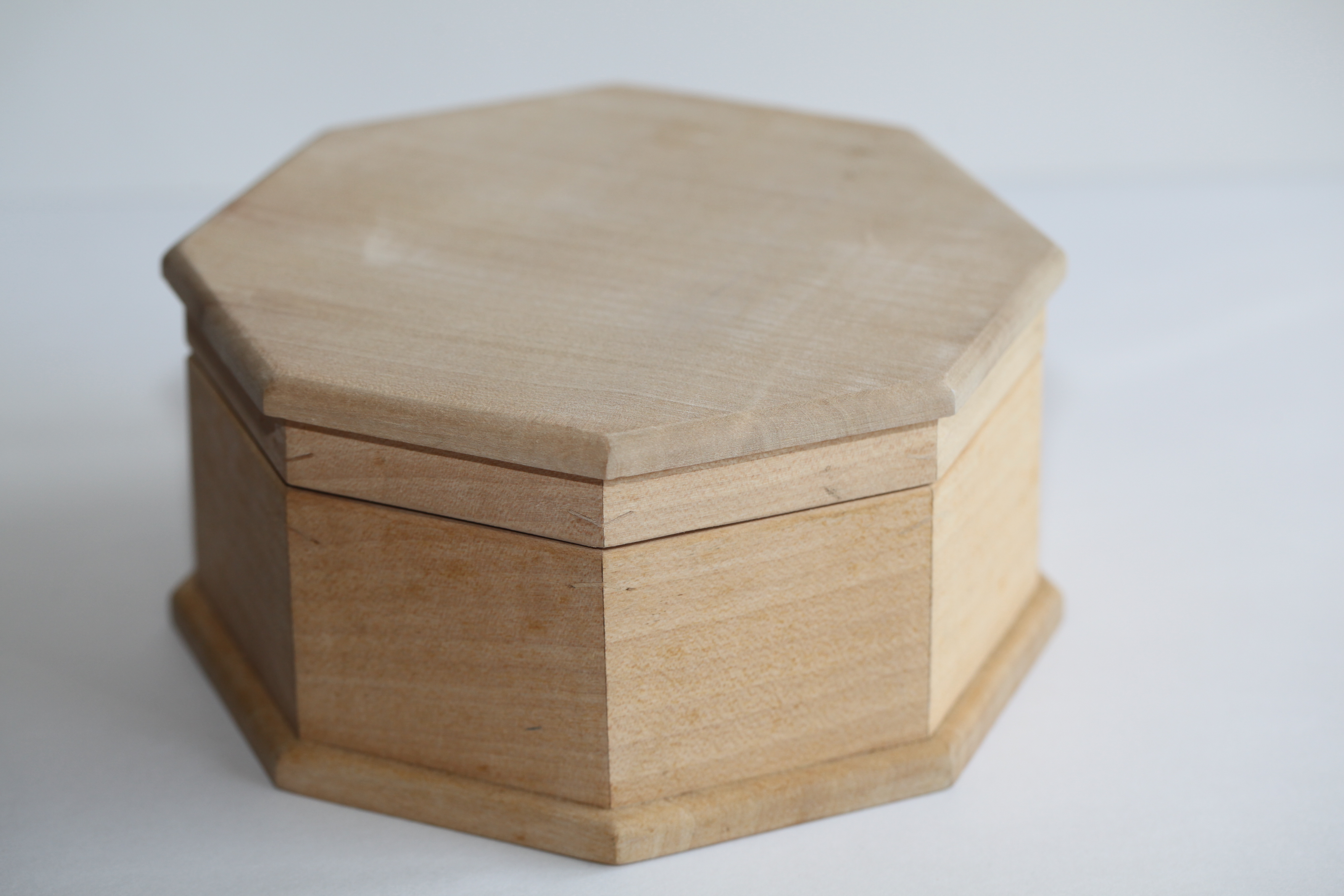
Boîte en bois de Spa naturel.

L'expression « bois de Spa » est couramment employée par les antiquaires, par les collectionneurs d'œuvres d'art, par les personnes initiées, pour désigner les objets en bois (boîtes, coffrets, étuis...) réalisés à partir du bois naturel ou à partir du bois ayant trempé dans l'eau ferrugineuse des eaux de Spa lui donnant ainsi une teinte grisâtre ou brunâtre suivant l'époque ou le procédé de fabrication. D'illustres artistes ont mis en valeur ces objets en les décorant, le plus souvent à la gouache mais aussi à l'encre de Chine, en incrustant de la nacre, de l'ivoire ou des métaux précieux. Les couches de vernis superposées sur certaines œuvres en bois de Spa ont aidé celles-ci à traverser les siècles et à garder tout leur éclat. 

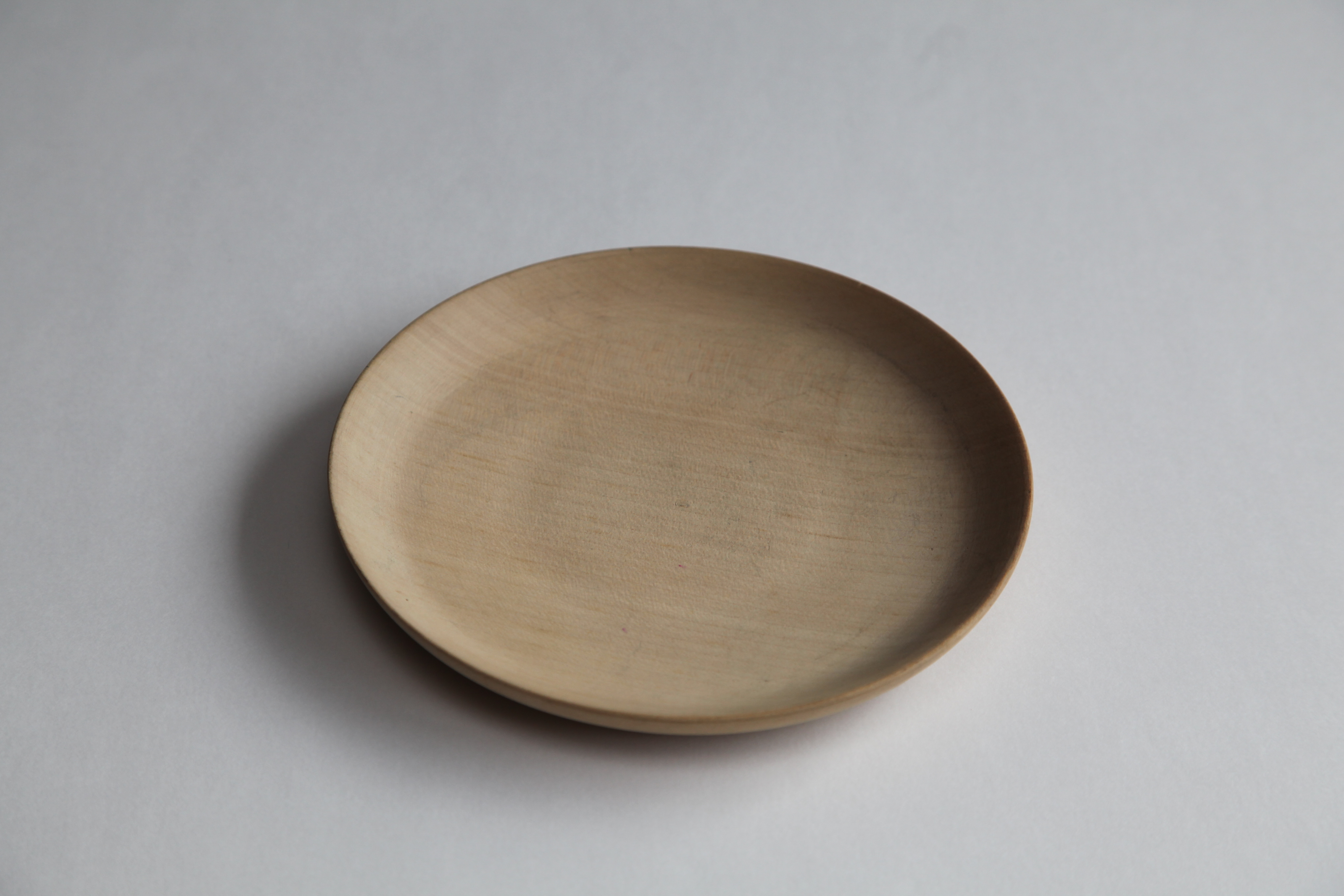
Petite assiette non décorée en bois de Spa naturel.

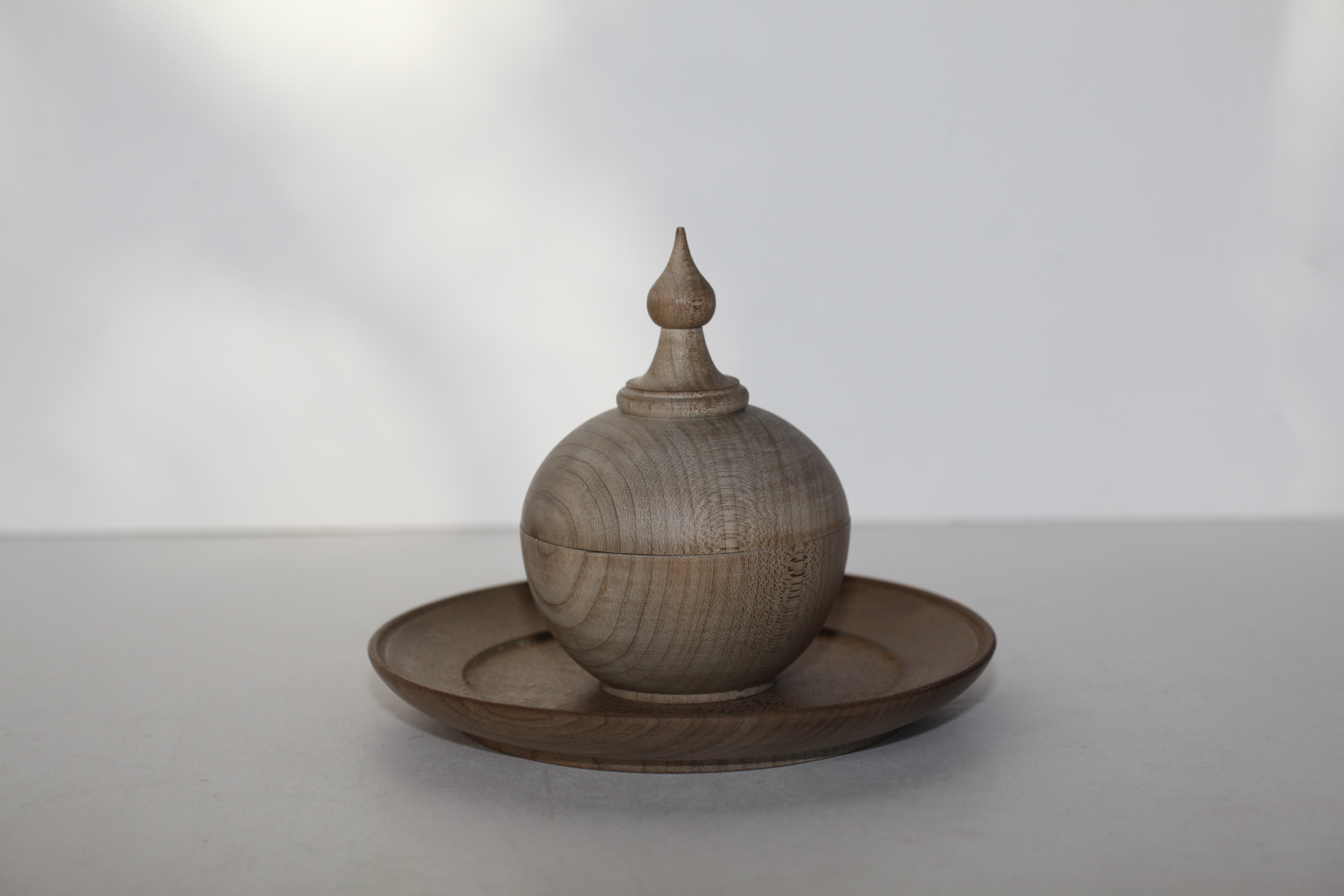
Bois de Spa gris non décoré.

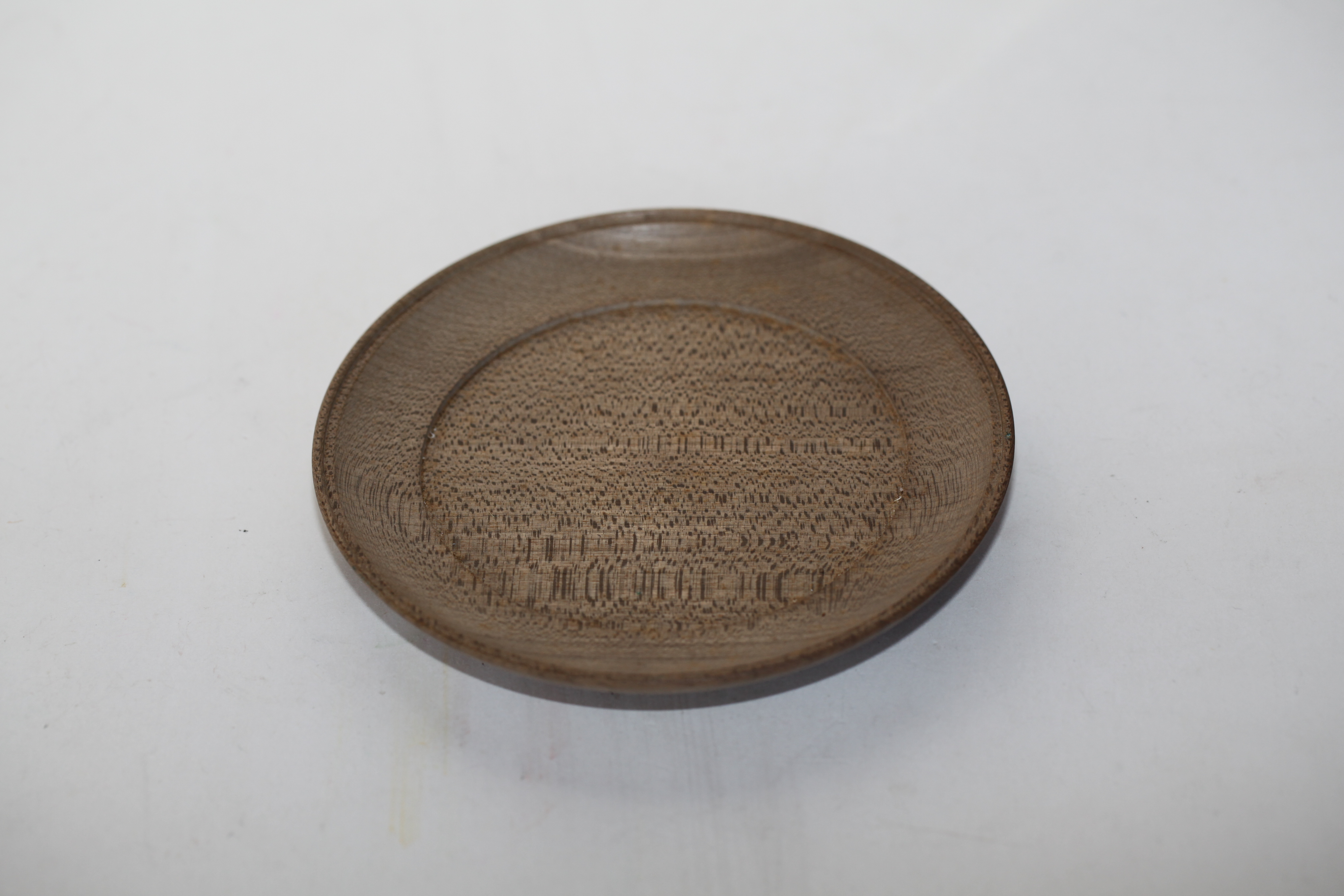
Assiette non décorée en bois de Spa gris.

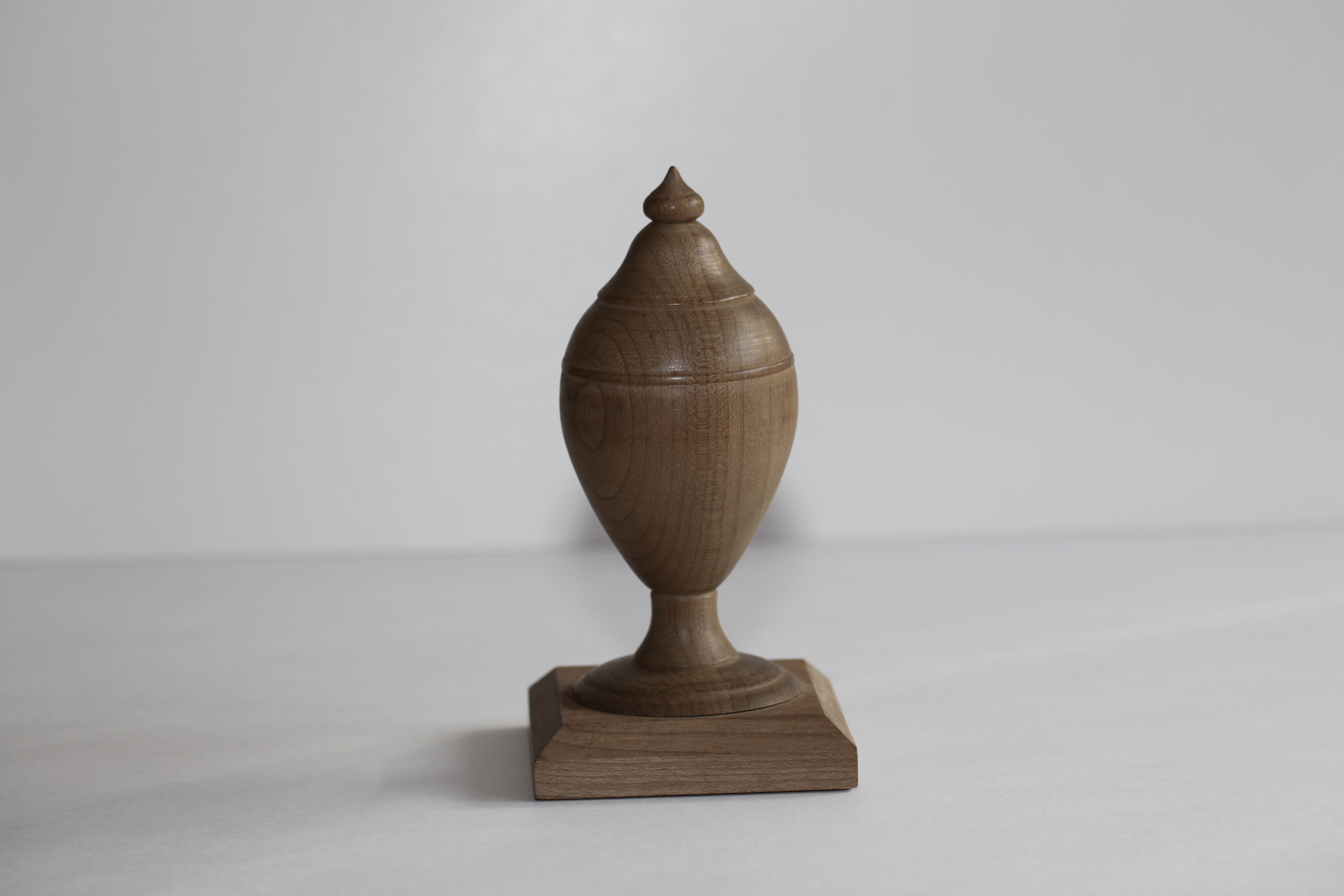
Petite coupe en bois de Spa gris.

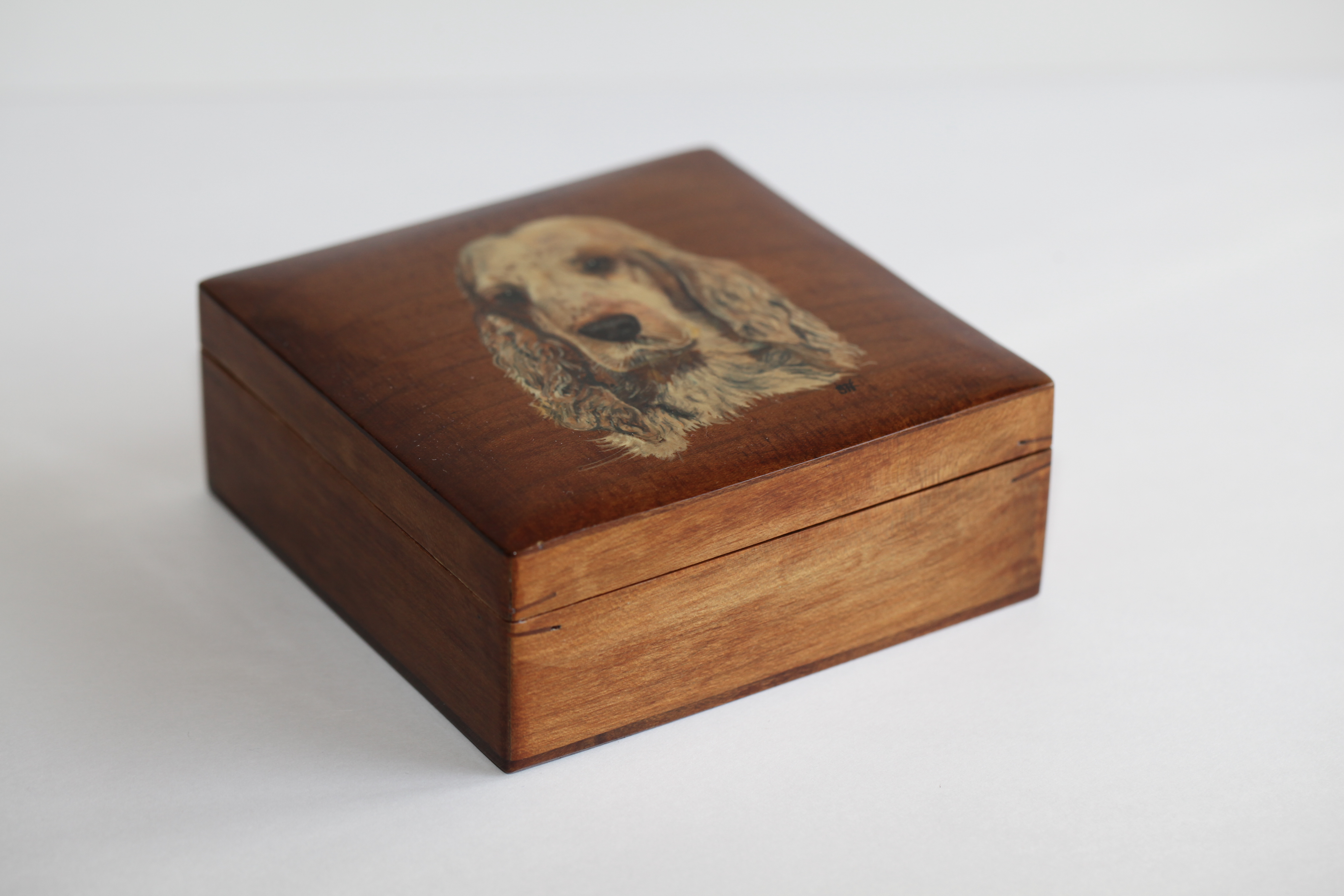
Boîte en bois de Spa, décorée.

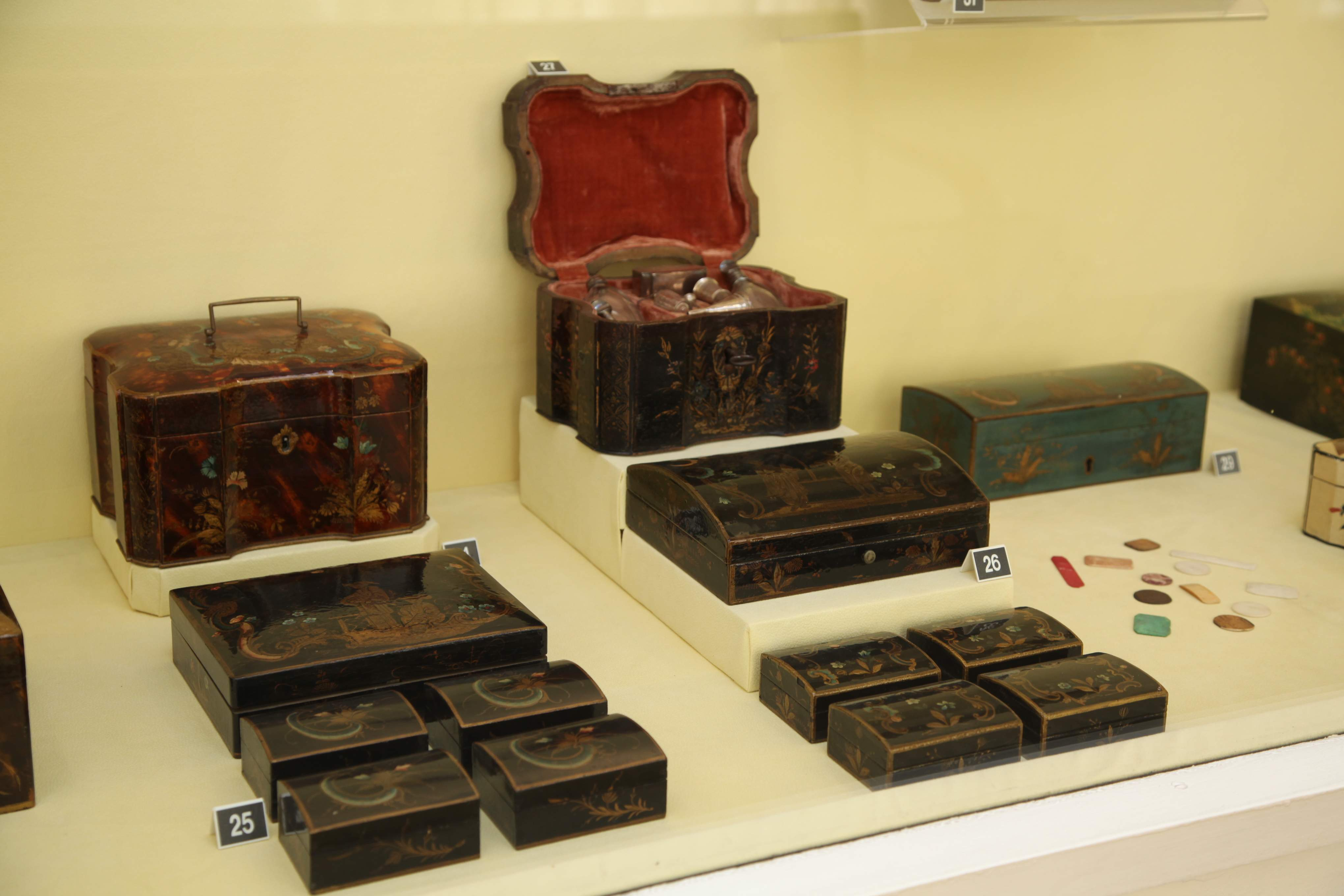
Boîtes en bois de Spa au Musée de la ville d'eaux.

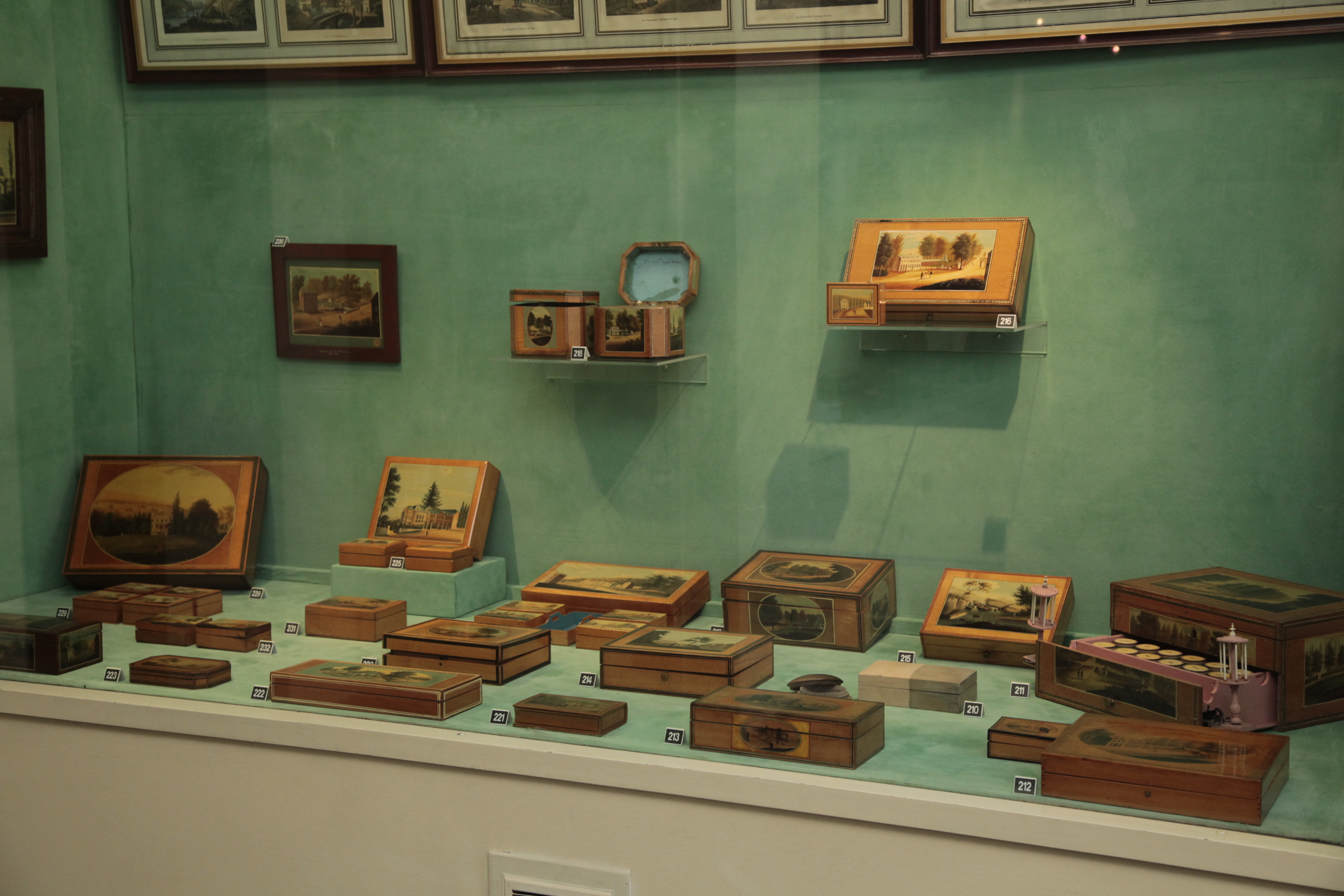
Boîtes en bois de Spa au Musée de la ville d'eaux.

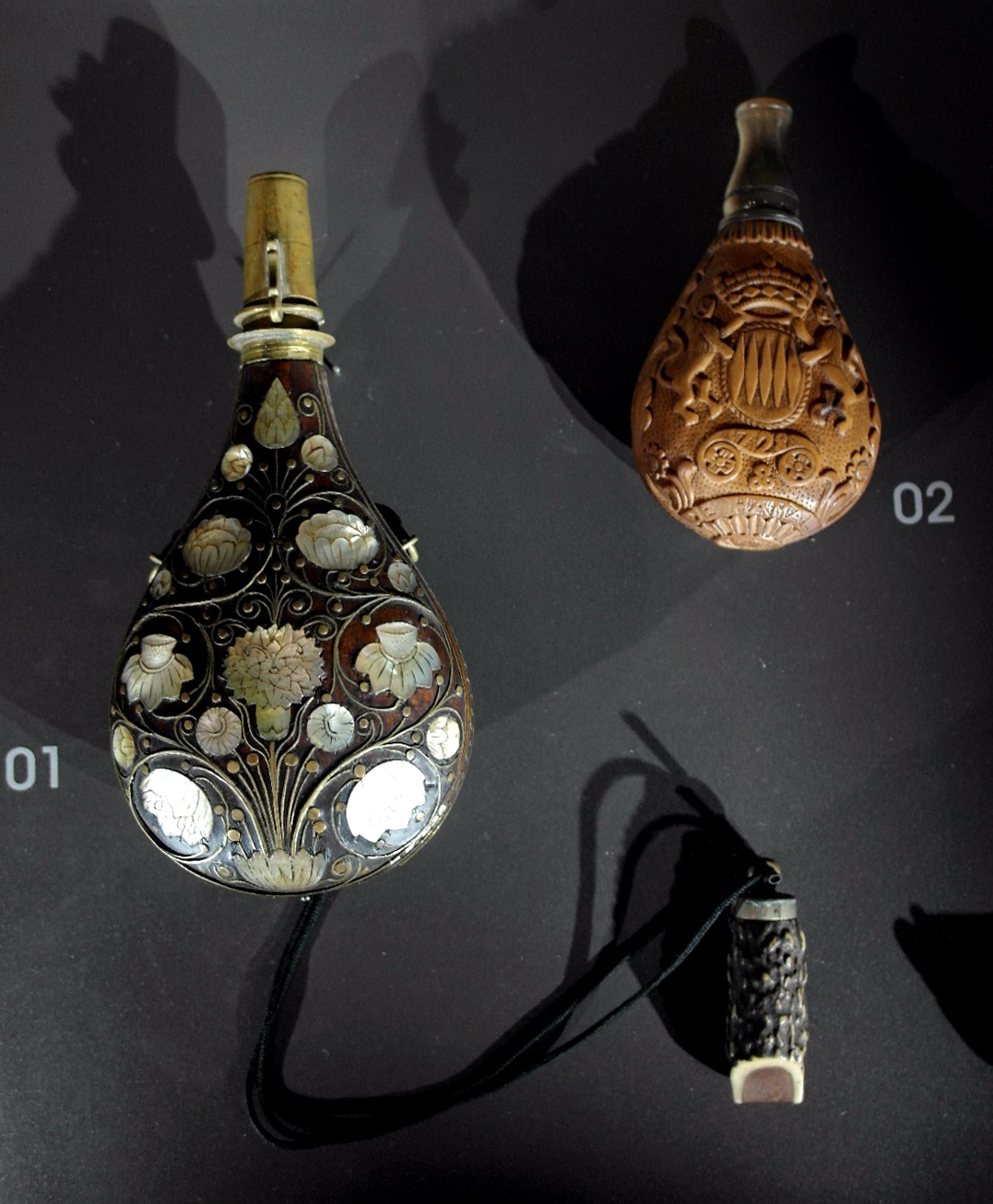
Liège, Musée des armes, Grand Curtius. (01) Poudrière en bois, Spa, XVIIIe siècle, Liège ou Pays-Bas, 1728.

## Historique

### XVIIesiècle
L'origine des ouvrages dits en bois de Spa ou « Jolités de Spa »,, remonte au XVIIe siècle. Les premiers « bobelins » (curistes dans la ville d'eaux) se pressent sur les chemins malaisés et caillouteux pour atteindre les quelque vingt sources aux vertus bienfaisantes, ils vont s'aider d'un bordon (bâton ou canne dans le patois de la région). L'afflux de ces riches étrangers suscite la naissance d'un artisanat  d'art typiquement spadois et encourage, stimule les artisans, les artistes de l'époque à diversifier leurs réalisations en bois de Spa.
Dès la fin du XVIIe siècle, ils fabriquent de très nombreux objets, très variés, tels que des brosses à habits, des soufflets de foyer, des passets, mais aussi des boîtes, des coffrets, des étuis, des cadres, des écritoires, des tabatières,
... qui parfois sont enjolivés, décorés et/ou ornés de métaux ou de pierres semi-précieuses. 
Sous l'influence de l'Extrême-Orient, certains artistes s'inspirent des laques chinoises et japonaises et décorent les coffrets à l'encre de Chine.

### XVIIIesiècle
La ville de Spa devient un lieu de rendez-vous pour l'aristocratie et les riches bourgeois qui viennent y prendre les eaux aux différentes sources et y jouer au casino.
L'eau, les promenades, le théâtre et les jeux de hasard attirent de riches voyageurs qui ne quittent pas la ville sans faire l'acquisition de souvenirs, de cadeaux sous la forme d'ouvrages en bois de Spa.
L'Empereur Joseph II en séjour dans la ville va déclarer Spa, le Café de l’Europe,.
Les ébénistes, les peintres, les décorateurs, les tabletiers, les tourneurs, les polisseurs, les sculpteurs, les garnisseurs... de véritables artistes confectionnent de nouveaux objets qui se multiplient et se diversifient :  des éventails, des boîtes à bijoux, des boîtes à couture ou à ouvrage, des boîtes à gants, des boîtes à thé, des coffrets pour cartes à jouer, des boîtes à jetons, des porte-montres, des coupes... Les décors se diversifient eux aussi, scènes galantes d'inspiration française, scènes plus populaires inspirées de la peinture flamande, scènes bibliques et mythologiques, sans oublier les représentations plus réalistes des curiosités, des bâtiments, des monuments de la ville et de la région spadoise.

### XIXesiècle
Avec la Révolution française de 1789 et surtout à la suite de la révolution liégeoise en 1792 commence une ère de décadence qui va ralentir l'expansion de l'artisanat spadois. 
La ville de Spa, après et malgré l'épouvantable incendie de 1807, connaît alors un nouvel essor, les chambres, les pensions et les hôtels se multiplient. 
Durant ce XIXe siècle, les œuvres, les ouvrages en bois de Spa sont emmenés aux quatre coins de l'Europe et dans certaines contrées lointaines, les décors représentant des bouquets de fleurs apparaissent en nombre et les scènes animalières sont également très prisées, sans oublier les putti, les amours dans des allégories et, bien sûr, les vues des fontaines.
Les différentes expositions internationales de la seconde moitié du XIXe siècle mettent en valeur cette industrie d'art, les ouvrages de Spa.
La Reine Marie-Henriette séjourne à Spa dans sa villa où elle passe les sept dernières années de sa vie. Elle encourage cet artisanat et ne manque jamais de faire provision d'ouvrages en bois de Spa.

### XXesiècle
Depuis le début du siècle passé, le nombre de manufactures de bois de Spa ne cesse de diminuer. Les deux Guerres mondiales ne vont certes rien arranger. Les visiteurs sont moins fortunés que par le passé et le déclin de cet artisanat spadois s'accentue. En 1878, quinze boutiques vendaient encore des boîtes en bois de Spa, mais, en 1905, il n'en reste que sept.
Durant le XXe siècle, plusieurs familles d'artistes vont néanmoins entretenir ce savoir-faire spadois.

### XXIesiècle
Depuis 1965, l'ancienne Villa royale de Spa abrite le Musée de la ville d'eaux,  les visiteurs peuvent y mesurer l'évolution, tant du point de vue technique que stylistique, de cet artisanat d'art qu'est le bois de Spa et contempler les multiples  œuvres réalisées dans les nombreuses manufactures de la région au cours des quatre derniers siècles. 
Le nombre des artistes décorateurs en bois de Spa a fortement diminué mais certains utilisent encore les techniques mises au point par leurs prédécesseurs.
L'Office du tourisme de la ville de Spa propose encore des « Boîtes de Spa » ou « Jolités de Spa » réalisées par la dernière manufacture et décorées par des artistes contemporains de la région.

## Quelques artistes
- Famille Dagly[18],[19]
- Famille Xhrouet [20]
- Famille Leloup - Remacle Le Loup (1694-1746) - Antoine Leloup (1730-1802)
- Famille Tahan - Jean-Hubert Tahan[21],[22],[23] (1777-1843)
- Famille Lezaack
- Jean Gernay[24]
- Louis Lecomte[25] (1745-1815)
- Joseph-Thomas Brixhe (1732-1801)
- Jacques-Joseph Servais (1803-1872)
- Famille Reigler - Paul Reigler (1821-1865) Peintre et marchand.
- Famille Debrus - Alexandre Debrus (1843-1905) Peintre, fabricant et marchand.
- Mathieu Brodure[26] (1834-1904) Sculpteur
- Famille Rener - René Rener (1851-1910) Peintre, fabricant et marchand.